# Czinka Panna balladája
A Czinka Panna balladája Kodály Zoltán 1948. március 15-én, a Magyar Állami Operaházban bemutatott négyfelvonásos daljátéka. A szerző utolsó színpadi műve dramaturgiailag kevésbé sikerült, a szövegkönyv rossz, Kodály zenéje azonban átgondolt.

## A daljáték szövegkönyve és zenéje
A Czinka Panna mindössze két előadást élt meg. A korabeli kritikusok elsősorban a szövegkönyvet kifogásolták. A librettó Balázs Béla munkája volt, aki a bemutató éve előtt nem sokkal tért vissza az emigrációból. Egy teljes mértékben történelmietlen darabot alkotott. A címszereplő Czinka Panna 1711-ben született, míg daljátékbeli szerelmét, Ocskay Lászlót 1710-ben, egy évvel Panna születése előtt fejezték le. Ezenkívül a cselekmény a 18. században játszódik, de maga a Czinka ballada a 19. században keletkezett és a Rákóczi-induló szimfonikus feldolgozásait is ekkor készítették el. A történet nem kötődik a szövegkönyv által megjeleníteni kívánt korszakhoz, a Rákóczi-szabadságharchoz.
Balázs Béla szerint azonban ez nem fontos, mert a szabadságharc tragikus belső ellentmondásait akarta megjeleníteni. Azt a konfliktust, ami a kuruc táborban harcoló jobbágyok és nemesek között bontakozott ki, és amin Rákóczi sem tudott úrrá lenni. Az urak és a szolgák egységfrontot alkottak egy közös cél érdekében, és ez tette a maga korában aktuálissá a darabot, legalábbis Balázs szerint. Talán nem túlzás azt állítani, hogy a szövegkönyvíró egyfajta propagandadarabnak szánta drámáját. Ez egyébként önmagában még nem minősítené feltétlenül a daljátékot esztétikailag, hiszen számos nagy művészi alkotás számított a maga korában propagandaeszköznek.
Már a korabeli kritikusok is úgy látták, hogy a tulajdonképpeni lényeg a megformálás bizonytalan körülményei miatt elvész. A darab hol szimbolikusan, sejtelmesen, hol meg nyersen naturalisztikusan hat.
A gyatra szövegkönyv ellenére Kodály nagyon jól vissza tudta adni a kuruc kor hangulatát. Összegyűjtötte és feldolgozta a legismertebb kuruc nótákat, feldolgozta és új oldaláról mutatta be a Rákóczi-indulót is. Különleges hangulatúra sikeredett az álarcos jelenet menüettje. A szerző korábbi daljátékaihoz képest újdonság, hogy a vegyes karok helyett elsősorban a markáns férfikarokat helyezi előtérbe, valamint egyedülálló Kodály életében, hogy egy magyar áriát is írt a darabba. A Czinka Panna-nótát Kodály nem találta alkalmasnak a feldolgozásra, a korabeli hangszerek hangszíneit pedig az esetek többségében mai hangszerekkel adta vissza. Így lett a zene egyszerre korszerű és mégis klasszikus. A zene kiemelkedően szép részletei a hegedűszólók is, elsősorban a főszereplőé.

## Az opera szereplői
| Szereplő                  | Hangfekvés | Az ősbemutatón                                 |
| ------------------------- | ---------- | ---------------------------------------------- |
| Czinka Panna              | próza      | Lukács Margit                                  |
| Ocskay László, brigadéros | próza      | Rajczy Lajos                                   |
| Jávorka kapitány          | próza      | Rősler Endre                                   |
| Keszeg kapitány           | próza      | Ladányi Ferenc                                 |
| A követ                   | próza      | Bozóky István                                  |
| A miniszter               | próza      | Nagy Adorján                                   |
| Hang a trón mögött        | próza      | —                                              |
| A ceremóniamester         | bariton    | Ilyés Sándor                                   |
| A grófnő                  | szoprán    | Osváth Júlia                                   |
| Purdé                     | tenor      | Sugár Tibor                                    |
| Öreg paraszt              | próza      | Bartos Gyula                                   |
| Három paraszt             | bariton    | Horváth Ferenc, Mádi Szabó Gábor, Katona Lajos |
| Jávorka futárja           | bariton    | Mindszenti Ödön                                |
| Szolga                    | próza      | Makláry János                                  |
| Három kapitány            | próza      | Árva János, Hindi Sándor, Raksányi Gellért     |
| Szakács                   | basszus    | Molnár László                                  |
| Pohárnok                  | tenor      | Dárday Andor                                   |

- Történik: Magyarországon a Rákóczi szabadságharc idejében.

## Az opera cselekménye

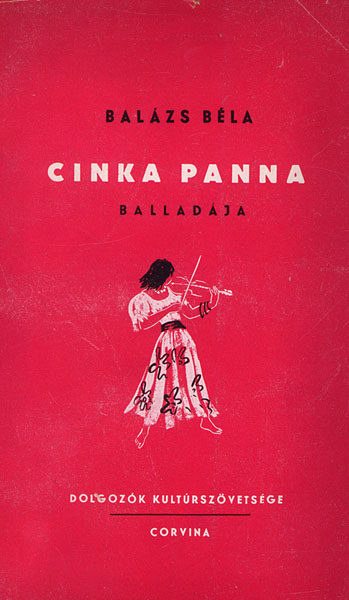
A daljáték szövegkönyvének első kiadása

### I. felvonás – A tűzvész
Ocskay kurucai egy égő kastélyt foglalnak el. Ocskay elérhetetlen szerelme az égő épületből a táborba menekül. János kétségbeesetten szemléli a kuruc táboron belül kialakuló szakadást az urak és a parasztok között. A grófok ugyanis nem akarják megtartani szavukat, hogy csökkentik a jobbágyterheket. Ő a parasztokkal érez együtt és megesketi kapitányait, hogy ha valaha el akarna pártolni Rákóczitól, öljék meg őt. Ezután megszólal Panna hegedűje, aki zenésznek szegődött el a brigadéros mellé.

### II. felvonás – A Rákóczi-induló
Ocskay harcra készül csapataival, de végül Bercsényi Miklós követének mesterkedése és a jobbágyok panasza miatt nem vesz részt Bercsényi gróf csatájában. Czinka Panna elhiteti kapitányukkal, hogy a brigadéros már elindult a harcmezőre. Ezután a többiek is rohamra indulnak, és győznek Ocskay nevében. Az elégedetlen jobbágyok ezért azt hiszik, hogy pártfogójuk elhagyta őket: szomorúan hagyják maguk mögött a tábort. Eközben Czinka Panna hegedűjén a Rákóczi-induló szól.

### III. felvonás
1. kép – A kísértet: Ocskay elkeseredett és sátorában részegre itta magát. Csak azután értesül a nevében kivívott győzelemről, miután magához tér a kábulatból. Becstelen árulónak érzi magát. Kardját átadja Bercsényi követének, majd Czinka Pannával elbujdosik. Kapitányai nyomban a keresésére indulnak.
2.kép – Hollók: Panna megpróbál lelket önteni az elkeseredett brigadérosba, de úgy látszik minden erőfeszítése kárba vész. Közben a kapitányok megérkeznek Ocskay rejtekhelyére. Még emlékeznek esküjükre és elhatározzák a brigadéros megölését. Panna elindul, gazdáját visszahozza az ellenség várából.

### IV. felvonás
1. kép – Menüett: Ocskayt bekötött szemmel vezetik a pozsonyi vár álarcos báljára. Az egész egy szörnyű álomnak tűnik a kuruc vezérnek. Mikor megszólal a grófnő éneke, elindul a hang után. De ekkor megjelenik Czinka Panna. Hegedülni kezd és hegedűjével megigézve vonzza maga után gazdáját.
2. kép – Az utolsó dal: A kapitányok egy erdei tábortűz körül várakoznak szótlanul. Megérkezik Ocskay és Czinka Panna is. A kapitányok eleget akarnak tenni esküjüknek és meg akarják ölni, de végül nem tudják megtenni. Czinka Panna csókkal búcsút vesz gazdájától és végül ő maga öli meg. A szépséges hegedűs ezután saját magát is a halálba küldi.